# سده ۷ (قمری)
| سده‌ها: | سده ۶ - سده ۷ - سده ۸                   |
| دهه‌ها: | ۶۰۰ ۶۱۰ ۶۲۰ ۶۳۰ ۶۴۰ ۶۵۰ ۶۶۰ ۶۷۰ ۶۸۰ ۶۹۰ |

قرن ۷ قمری یا سده هفتم (قمری) در تقویم هجری قمری به فاصله سال‌های ۶۰۱ تا ۷۰۰ قمری گفته می‌شود.

## رویدادها
- حمله مغول به ایران
- سقوط بغداد (۱۲۵۸)
- تاسیس رصدخانه مراغه به دست خواجه نصیر الدین طوسی

## چهره‌های برجسته
- هلاکوخان
- کمال‌الدین اصفهانی
- باباافضل کاشی
- بدر جاجرمی
- بساطی سمرقندی
- کیکاووس رازی
- زراتشت بهرام
- سعدی
- سید بن طاووس
- امین‌الدین بلیانی کازرونی
- شیخ عبدالله بلیانی
- مجدالدین همگر
- مغربی تبریزی
- مولوی
- نزارى قهستانى
- همام تبریزی
- امیر خسرو دهلوی
- ذوالفقار شروانی
- نجیب جُرفادقانی
- فرید اَحْوَلْ
- خواجه نصیر الدین
- شمس تبریزی